# Correctionville
Correctionville – miasto w Stanach Zjednoczonych, w stanie Iowa, w hrabstwie Woodbury. 

## Demografia
Zgodnie ze spisem statystycznym z 2000, miasto liczyło 851 mieszkańców. W 2023 liczba mieszkańców spadła do 746 osób, a gęstość zaludnienia poniżej 498 osób/km².